# Otto Grigalka
Otto Grigalka (Unión Soviética, 28 de junio de 1925-8 de febrero de 1993) fue un atleta soviético especializado en la prueba de lanzamiento de peso, en la que consiguió ser subcampeón europeo en 1954.

## Carrera deportiva
En el Campeonato Europeo de Atletismo de 1954 ganó la medalla de plata en el lanzamiento de peso, llegando hasta los 16.69 metros, siendo superado por el checoslovaco Jiří Skobla (oro con 17.20 metros que fue récord de los campeonatos) y por delante del también soviético Heino Heinaste (bronce con 16.27 metros).